# Dean Gallery

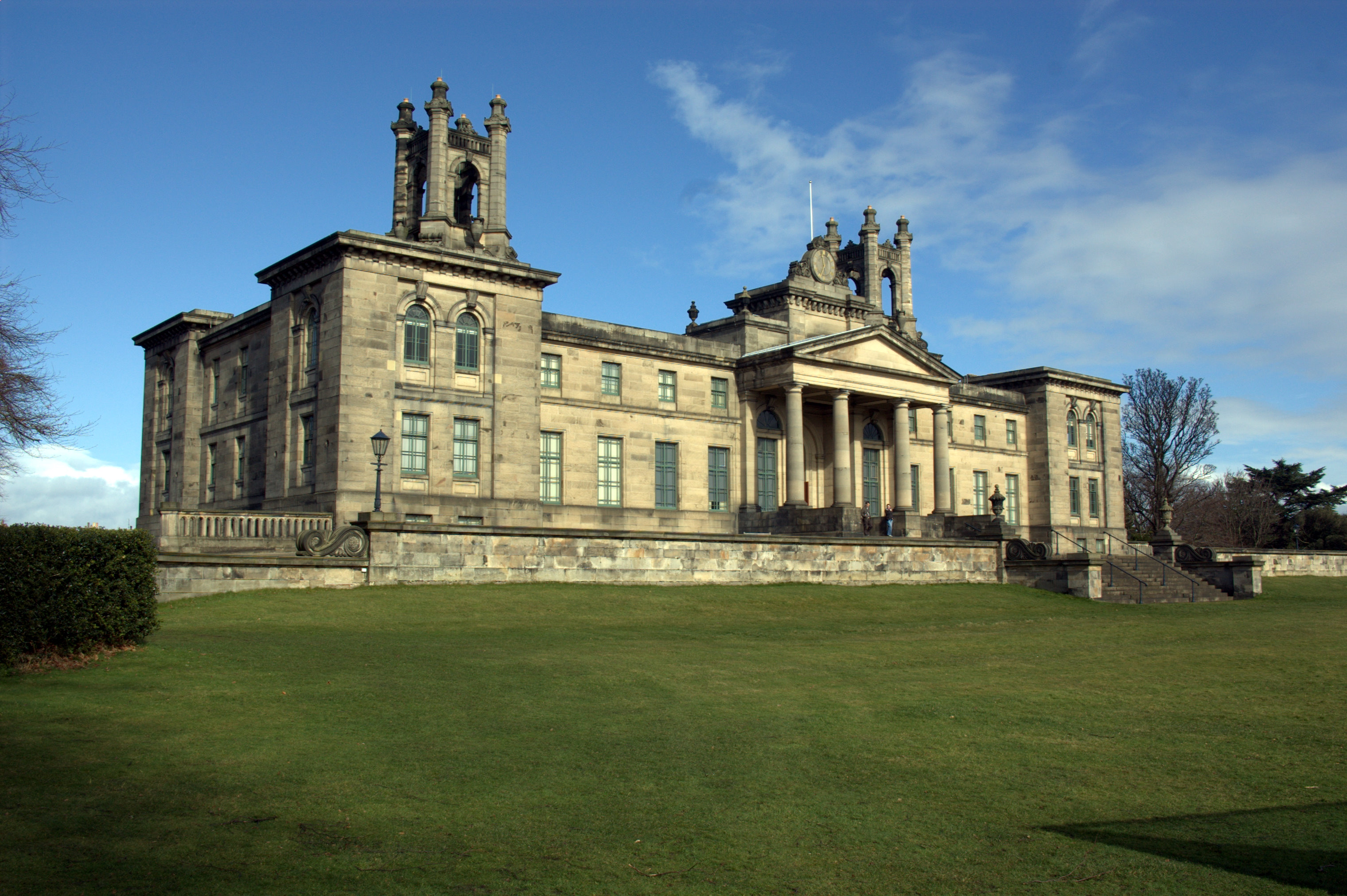
Dean Gallery

Die Dean Gallery ist eine Kunstgalerie in Edinburgh, Schottland, und Teil der National Galleries of Scotland. Sie wurde 1999 eröffnet, direkt gegenüber der Scottish National Gallery of Modern Art, der Schwestergalerie der Dean Gallery. 2011 wurden die Gebäude in Modern Art One und entsprechend Modern Art Two umbenannt. Das Gebäude der Dean Gallery wurde ursprünglich von dem Architekten Thomas Hamilton als Waisenhaus entworfen.
Der spätere Umbau des Hauses in eine Galerie wurde von Terry Farrell umgesetzt. Seit seiner Eröffnung zeigt die Dean Gallery die Paolozzi-Schenkung. 1994 stiftete Sir Eduardo Paolozzi eine Auswahl seiner Sammlung der Gallery of Modern Art.
Sie beinhaltet eine große Auswahl dadaistischer und surrealistischer Kunstwerke und Literatur, mit einigen Werken der Fotografin Gabrielle Keiller. Die Dean Gallery zeigt häufig auch Wechselausstellungen. Eine Auswahl der ausgestellten Kunstwerke ist auch online zugänglich.
Das Gebäude neobarocke Gebäude ist als Denkmal der Kategorie A geschützt.